# FM Static
FM Static är ett Torontobaserat poppunkband med två medlemmar, som är skrivet till skivbolaget Tooth & Nail Records. Bandet grundades som ett sidoprojekt av Thousand Foot Krutchs sångare Trevor McNevan och trummis Steve Augustine. Bland de ursprungliga medlemmarna fanns även John Bunner på gitarr och Justin Smith på bas.

## Karriär
Deras första album, What Are You Waiting For?, producerades av Aaron Sprinkle, som även producerade Thousand Foot Krutchs album Phenomenon. Albumet innehöll hitlåtarna "Definitely Maybe", "Something to Believe In", och "Crazy Mary". FM Static turnerade från 2003 till 2005. John Bunner hoppade av efter några uppträdanden, vartefter han frågade sin bror Jeremy att börja spela med dem istället. Den 1 augusti 2006 släppte FM Static sitt andra album, kallat Critically Ashamed, som innehöll singeln "Waste of Time". Ursprungligen skulle en cover på Vanilla Ices "Ice Ice Baby" inkluderas på albumet, men den togs bort under produktionen. Bandet turnerade inte till sitt andra album eftersom båda bröderna Smith slutade spela för dem, så FM Static blev istället ett tvåpersonsband med studiomusiker som fyllde upp med de andra instrumenten. Även om albumet bara innehöll singeln "Waste of Time", blev sångerna "Tonight" och "Moment of Truth" sedermera stora oannonserade internethittar, såväl som på radiostationer. I september 2009 hade "Tonight" över åtta miljoner visningar på Youtube och "Moment of Truth" hade nära fem.
Den 7 april 2009 släppte FM Static sitt tredje studioalbum, Dear Diary. Albumet som är ett konceptalbum beskriver den fiktiva berättelsen om en pojke som möter svårigheterna med livet, kärlek och tro, och berättas genom hans dagboksanteckningar. Anteckningarna släpptes på en blogg innan skivan utgavs, och finns med i CD:ns häfte, tillsammans med teckningar ritade Worth Dying Fors gitarrist Nathan Parrish. Albumet innehöll singlarna "Boy Moves to a New Town With An Optimistic Outlook", "The Unavoidable Battle of Feeling On the Outside", och "Take Me As I Am". Trevor annonserade i en radiosändning att FM Static planerade att turnera igen 2009 för att gynna albumet. Det bekräftades när FM Static tillades i en låtlista på "Creation Festival tour" tillsammans med gruppen TFK såväl som Jars of Clay, AA Talks, B.Reith och This Beautiful Republic. Eftersom Trevor och Steve inte kunde spela alla instrument, fyllde Nick Baumhardt från TFK ut under turneringen, tillsammans med Tom Beaupre på bas och keyboard.
Mc Nevan skrev på Twitter den 5 februari 2010 att han håller på att avsluta nya låtar för FM Static, som kommer att vara med på en ny skiva. Först skulle skivan kallas "4", men senare har han nämnt att titeln kan ändras. Skivan släpptes till slut 5 april 2011 med namnet My Brain Says Stop, But My Heart Says Go!

## Diskografi

### Album
| År   | Titel                     | Skivbolag            | Topplacering | Topplacering | Topplacering |
| År   | Titel                     | Skivbolag            | US 200       | US Heat      | US Christ    |
| ---- | ------------------------- | -------------------- | ------------ | ------------ | ------------ |
| 2003 | What Are You Waiting For? | Tooth & Nail Records | —            | —            | —            |
| 2006 | Critically Ashamed        | Tooth & Nail Records | —            | 16           | 38           |
| 2009 | Dear Diary                | Tooth & Nail Records | 199          | 6            | 16           |

### Singlar
- 2003: "Definitely Maybe"
- 2003: "Crazy Mary"
- 2003: "Something to Believe In"
- 2006: "Waste of Time"
- 2006: "Six Candles"
- 2006: "The Video Store"
- 2006: "Girl of the Year"
- 2008: "Tonight (FM Static song)|Tonight"
- 2008: "Moment of Truth"
- 2008: "Nice Piece of Art"
- 2009: "Boy Moves to a New Town with Optimistic Outlook"
- 2009: "The Unavoidable Battle of Feeling on the Outside"
- 2009: "Take Me as I Am"
- 2009: "Her Father's Song"

### Sånger på samlingsalbum
- Canada Rocks, "Moment of Truth" (CMC, 2008)
- GMA Canada presents 30th Anniversary Collection, "Crazy Mary" (CMC, 2008)
- X Christmas, "The Christmas Shoes" (BEC, 2008)
- Songs from the Penalty Box, Tooth and Nail Vol. 6, "Boy Moves to a New Town with an Optimistic Look" (Tooth and Nail, 2009)

### Videor
- Definitely Maybe (Youtube)
- Boy Moves to a New Town with Optimistic Outlook (Youtube)
- Her Father's Song (Youtube)